# ザババ
ザババ（ [ˈzɑːbɑːbɑː]あるいはザママ）は、メソポタミア神話の戦いを司る男性神。古代メソポタミア、バビロニア北部の都市・キシュの都市神で、初期王朝時代（前2900–2350年）には信仰の対象となっていたようである。古バビロニア時代（前1830-）ごろからはラガシュの主神・ニンギルス（ニヌルタ）と同一視されるようになった。ザババの神殿であるエメテウルサグ（Emeteursag）はスムラエル（Sumulael）の時代（前1880-1845年）に建てられている。

## 概要
通常はラガシュの都市神の1柱であるババ（Baba）が配偶神とされる。一方で、特にキシュにおいては、戦いの神という共通点があるザババとイナンナ/イシュタルとのペアリングがよく見られ、古代バビロニアの王サムス・イルナの碑にはザババとイシュタルがキシュの主神であると刻まれている。さらにはハンムラビが、キシュのザババの神殿であるエメテウルサグを改修した際にザババとイナンナの住まう場所として塔を作っている。同様にサムス・イルナはザババとイナンナのためにジッグラトを建造している。そのためイナンナ/イシュタルがザババの配偶神として描かれることもあるが、サムス・イルナがキシュの城壁を修繕した記録においてイナンナを「ザババの最愛の妹」と描写していることを根拠にイナンナはザババの妹であるとする向きもある。
戦いの神として王の遠征を守護し、また誓約の神としての面も持っていた。そのためザババの武器はカーミ・ターミス（kami-tamisu、誓いを立てたものを結びつけるもの）とよばれた。
また、キシュのマナナ王朝（mananaia dynasty）では不動産取引や給与の支払いなど公的な記録の中でたびたび、「ザババとイアウィウム王（Yawirum、或いはIawium）の名により」という文言で誓約がなされている。
鷲頭の杖がザババのシンボルとされたり、ライオンの頭の杖あるいはメイスとともに描かれる。また別の文献では右手にはライオンがモチーフの、左手には鷲がモチーフの二本のシミターを持っているとされ、これらはイガリマ、シュルシャガナという名前で人格化され神格化されている。このイガリマとシュルシャガナは、ときに古代都市ニップルの女神ニン・ニニブとニヌルタの2人の男児として描かれる。またはラガシュ市の主神ニンギルスとババの2人の息子として描かれることもある。